# Yield
Yield is het vijfde album van de Amerikaanse grungeband Pearl Jam. Het album kwam uit op 3 februari 1998 bij Epic Records en verscheen na No Code en voor Binaural.
In de Verenigde Staten piekte Yield op de tweede plek in de Billboard albumlijst. Met uitzondering van Ten bereikten alle voorgaande albums de hoogste positie.
Lezers van Rolling Stone plaatsten Yield op plek 2 van de Readers' Picks 1998. Het tijdschrift gaf het album vier van vijf sterren in hun review.
Classic Rock Magazine noemde Yield "een commerciële rebound voor de band nadat ze sinds midden jaren'90 wat minder populair waren geworden. Met dit album is de band teruggekeerd naar meer recht-toe-recht-aan grunge/rock...".
Pearl Jam was op het hoogtepunt gestopt met het maken van videoclips, hield interviews af, deed niet aan promotie van albums en zag af van concerten in grote stadia vanwege het monopolie van Ticketmaster. Met Yield kwam de band hier langzamerhand op terug. Voor het nummer Do The Evolution werd een videoclip gemaakt, en de band tourde lang door Noord-Amerika en Australië ter ondersteuning van het album.

## Tracklist
Alle teksten zijn geschreven door Eddie Vedder, tenzij anders genoemd. 
| 1.                 | Brain of J.                                                            |               | Mike McCready | 2:59 |
| 2.                 | Faithfull                                                              |               | McCready      | 4:18 |
| 3.                 | No Way                                                                 | Stone Gossard | Gossard       | 4:19 |
| 4.                 | Given to Fly                                                           |               | McCready      | 4:01 |
| 5.                 | Wishlist                                                               |               | Vedder        | 3:26 |
| 6.                 | Pilate                                                                 | Jeff Ament    | Ament         | 3:00 |
| 7.                 | Do the Evolution                                                       |               | Gossard       | 3:54 |
| 8.                 | Untitled (Ook bekend als "●" "The Color Red", "Red Bar", of "Red Dot") | Jack Irons    | Irons         | 1:06 |
| 9.                 | MFC                                                                    |               | Vedder        | 2:27 |
| 10.                | Low Light                                                              | Ament         | Ament         | 3:46 |
| 11.                | In Hiding                                                              |               | Gossard       | 5:00 |
| 12.                | Push Me, Pull Me                                                       |               | Ament         | 2:28 |
| 13.                | All Those Yesterdays                                                   | Gossard       | Gossard       | 7:47 |
| Totale duur: 48:37 |                                                                        |               |               |      |

- Push Me, Pull Me bevat een sample van Happy When I'm Crying, een lied geschreven door Irons en uitgegeven op de Pearl Jam fanclub kerstsingle uit 1997.
- All Those Yesterdays bevat het verborgen nummer Hummus vanaf 5:04.